# Дорі (Буркіна-Фасо)
Дорі (фр. Dori) — місто в Буркіна-Фасо, адміністративний центр області Сахель і провінції Сено.

## Загальна інформація
Муніципалітет Дорі розділений на вісім комун і включає 78 сіл. Ринок в Дорі є, серед іншого, центром торгівлі для туарегів і фульбе, що населяють північ країни. Висота міста над рівнем моря — 286 м.
В XIX столітті Дорі було столицею емірату фульбе Ліптако. Першим європейцем, що досяг Дорі, був, ймовірно, німецький дослідник Генріх Барт в 1853 році.

## Населення
За даними на 2013 рік чисельність населення міста становила 19 653 особи.
Динаміка чисельності населення міста по роках:
| 1985  | 1996  | 2005  | 2006   | 2013  |
| ----- | ----- | ----- | ------ | ----- |
| 10956 | 23768 | 29983 | 20 244 | 19653 |